# Plevník-Drienové
Plevník - Drienové (hongrois : Pelyvássomfalu) est un village de Slovaquie situé dans la région de Trenčín.

## Histoire
La première mention écrite du village date de 1354.

## Démographie

### Évolution de la population
| Année:               | 1994. | 2004.   | 2014.   | 2024.   |
| -------------------- | ----- | ------- | ------- | ------- |
| Nombre de personnes: | 1568  | 1589    | 1613    | 1718    |
| Différence:          |       | +1,33 % | +1,51 % | +6,50 % |

| Année:               | 2023. | 2024.   |
| -------------------- | ----- | ------- |
| Nombre de personnes: | 1694  | 1718    |
| Différence:          |       | +1,41 % |